# Karl Stollery
Karl David Stollery (* 21. November 1987 in Camrose, Alberta) ist ein ehemaliger kanadischer Eishockeyspieler, der im Verlauf seiner aktiven Karriere zwischen 2008 und 2021 unter anderem annähernd 350 Spiele in der American Hockey League (AHL) auf der Position des Verteidigers bestritten hat. Zudem absolvierte Stollery weitere 23 Partien für die Colorado Avalanche, San Jose Sharks und New Jersey Devils in der National Hockey League (NHL).

## Karriere
Stollery spielte zwischen 2004 und 2008 in seiner Geburtsstadt für das Jugendteam der Camrose Kodiaks, mit denen er in den Jahren 2005, 2007 und 2008 jeweils den Rogers Wireless Cup, den Meistertitel der Alberta Junior Hockey League (AJHL) gewann. In selbigen drei Jahren errang das Team auch den Doyle Cup, der jeweils zur Qualifikation für den Royal Bank Cup diente. Der Verteidiger selbst wurde während dieser Zeit zweimal ins All-Star-Team der South Division der AJHL gewählt.
Ohne von einem Team der National Hockey League (NHL) gedraftet worden zu sein, entschied sich der offensiv ausgerichtete Abwehrspieler bis zum Frühjahr 2012 das Merrimack College zu besuchen. Mit dessen Eishockeyteam spielte er in der Hockey East, einer Division der National Collegiate Athletic Association (NCAA). Binnen der vier Jahre wurde Stollery in zahlreiche Auswahlteams berufen und nahm auch am Rookie-Trainingslager der Atlanta Thrashers aus der NHL teil. Schließlich waren es aber die Lake Erie Monsters aus der American Hockey League (AHL), die sich im März 2012 auf Basis eines Amateur Tryout Offer (ATO) die Dienste des Kanadiers sicherten.
Nach einem erfolgreichen Start im Profibereich erhielt Stollery im September 2012 einen festen Vertrag bei den Monsters, der nach ansprechenden Leistungen im Mai 2013 durch die Colorado Avalanche honoriert und um ein Jahr mit Gültigkeit für die NHL verlängert wurde. Dort kam er im Verlauf der Saison 2013/14 auch zu zwei NHL-Einsätzen, sowie fünf weiteren in der folgenden Spielzeit, nachdem sein Vertrag im Juli 2014 abermals um ein Jahr verlängert worden war. Hauptsächlich verbrachte er beide Spieljahre aber im Kader des Farmteams in der AHL, ehe er im März 2014 im Austausch für Freddie Hamilton zu den San Jose Sharks transferiert wurde. Dort konnte sich der Defensivspieler trotz weiterer fünf NHL-Einsätze nicht sonderlich empfehlen und spielte bis zum Ende der Saison 2014/15 bei den Worcester Sharks in der AHL. Mit der Umsiedlung des Teams kam er ab Herbst 2015 für die San Jose Barracuda in der AHL zum Einsatz. Nach der Saison 2015/16 erhielt Stollery keinen neuen Vertrag in San Jose, sodass er sich im Juli 2016 als Free Agent den New Jersey Devils anschloss und dort einen Einjahresvertrag unterzeichnete.
Neben elf Einsätzen für New Jersey kam der Kanadier ansonsten im Farmteam Albany Devils zum Einsatz, ehe er im Sommer 2017 den Wechsel nach Europa wagte. Dort verbrachte er die Saison 2017/18 beim lettischen Klub Dinamo Riga. Nach einem Jahr verließ er den Klub und wechselte im August 2018 zum Ligakonkurrenten Jokerit aus der finnischen Hauptstadt Helsinki. Dort verbrachte der Kanadier eine weitere Saison in der KHL, bevor es ihn im Sommer 2019 zum schwedischen Klub Frölunda HC in die Svenska Hockeyligan (SHL) zog, wo er eine Saison spielte. Anschließend wechselte der Abwehrspieler im Januar 2021 zum HC Bozen aus der ICE Hockey League, für den er 13-mal auf dem Eis stand.

### International
Im Rahmen der Olympischen Winterspiele 2018 gab Stollery sein Debüt für die Nationalmannschaft Kanadas und errang mit dem Team, das ohne NHL-Spieler antrat, die Bronzemedaille.

## Erfolge und Auszeichnungen
| - 2005 Rogers-Wireless-Cup-Gewinn mit den Camrose Kodiaks - 2005 Doyle-Cup-Gewinn mit den Camrose Kodiaks - 2007 AJHL South All-Star Team - 2007 Rogers-Wireless-Cup-Gewinn mit den Camrose Kodiaks - 2007 Doyle-Cup-Gewinn mit den Camrose Kodiaks - 2008 AJHL South All-Star Team - 2008 Rogers-Wireless-Cup-Gewinn mit den Camrose Kodiaks | - 2008 Doyle-Cup-Gewinn mit den Camrose Kodiaks - 2009 Hockey East All-Rookie Team - 2009 Hockey East All-Academic Team - 2010 Hockey East All-Academic Team - 2011 Hockey East All-Tournament Team - 2012 Hockey East Second All-Star Team |

### International
- 2018 Bronzemedaille bei den Olympischen Winterspielen

## Karrierestatistik

### International
Vertrat Kanada bei:
- Olympischen Winterspielen 2018

(Legende zur Spielerstatistik: Sp oder GP = absolvierte Spiele; T oder G = erzielte Tore; V oder A = erzielte Assists; Pkt oder Pts = erzielte Scorerpunkte; SM oder PIM = erhaltene Strafminuten; +/− = Plus/Minus-Bilanz; PP = erzielte Überzahltore; SH = erzielte Unterzahltore; GW = erzielte Siegtore; 1 Play-downs/Relegation; Kursiv: Statistik nicht vollständig)